# Distretto di Bolívar (La Libertad)
Il distretto di  Bolívar è uno dei sei distretti della provincia di Bolívar, in Perù. Si trova nella regione di La Libertad e si estende su una superficie di 740,58  chilometri quadrati.